# اوویلیه-ان-گتینه
اوویلیه-ان-گتینه (به فرانسوی: Auvilliers-en-Gâtinais) یک کمون در فرانسه است که در canton of Bellegarde واقع شده‌است. اوویلیه-ان-گتینه ۲۰٫۶۱ کیلومتر مربع مساحت دارد.